# 突厥斯坦 (哈薩克斯坦)
突厥斯坦 （[Türkıstan] 错误：{{Transl}}：无法识别的语言/字母代码：kk-Latn（帮助）），又译图尔克斯坦，是位於哈薩克斯坦突厥斯坦州的首府，位於錫爾河畔。人口約227,000人 （2019年）。
因為當地是艾哈迈德·亚萨维陵寢的所在地，帖木兒也曾為之修陵。也因此為朝聖地。早期城名也因而稱為哈茲雷特 （聖人的意思），後來稱為亞西。突厥斯坦是哈薩克汗國的首都，後被準噶爾所破。頭克汗封了三個平民出身的人當伯克後，長年駐在此地，幾乎不再管事。